# 1998 في لبنان
فيما يلي قوائم الأحداث التي وقعت خلال عام 1998 في لبنان.

## سياسة

### تعيين في المنصب
- 6 ديسمبر – سليم الحص رئيس وزراء لبنان.

### انتهاء فترة المنصب
- 2 ديسمبر – رفيق الحريري رئيس وزراء لبنان.

## أفلام
من الأفلام التي صدرت هذه السنة في لبنان:
- 1 يناير – أشباح بيروت من إخراج غسان سلهب.
- 1 سبتمبر – بيروت الغربية من إخراج زياد دويري.

## موسيقى

### ألبومات
من الألبومات التي صدرت هذه السنة في لبنان:
- 1 يناير – محتجالك من غناء نانسي عجرم.

## كتب
من الكتب التي صدرت هذه السنة في لبنان:
- 1 يناير – باب الشمس من تأليف إلياس خوري.

## وفيات

### مارس
- 7 مارس – زياد رفيق بيضون (مواليد 1925)